# Cheremosh
Sông Cheremosh (tiếng Ukraina: Черемош) là một phụ lưu hữu ngạn của sông Prut tại Ukraina, thuộc lưu vực sông Danube.

## Mô tả
Sông Cheremosh hình thành khi hai sông thượng du là Bilyi Cheremosh (Cheremosh trắng) và Chornyi Cheremosh (Cheremosh đen) hợp lưu gần làng Usteriky (huyện Verkhovyna) và có chiều dài 80 km (50 mi). Chornyi Cheremosh dài 87 km và diện tích lưu vực là 856 km2, còn Bilyi Cheremosh dài 61 km và có diện tích lưu vực là 606 km2. Sông khởi nguồn tại dãy núi Karpat và chảy theo hướng tây nam-đông bắc. Bên hữu ngạn của sông là Bukovina Obchinas (một dãy núi thuộc Ngoại Đông Karpat trải dài tại Ukraina và Romania), bên tả ngạn sông là phân vùng lịch sử Pokuttya.

## Lịch sử
Sông Cheremosh nằm dọc ranh giới các vùng lịch sử Bukovina và Galicia. Trong thời Trung cổ và cận đại, sông là một phần của biên giới giữa Thân vương quốc Moldavia (Đế quốc Ottoman) và Vương quốc Ba Lan. Từ năm 1919 đến năm 1939, sông là một phần biên giới giữa Ba Lan và Romania. Hiện nay, sông chảy dọc ranh giới giữa các tỉnh Ivano-Frankivsk (huyện Verkhovyna, Kosiv, Sniatyn) và Chernivtsi (huyện Putyla, Vyzhnytsia, Kitsman).
Các đô thị quan trọng ven sông Cheremosh lag Vyzhnytsia, Vashkivtsi và Kuty; ven sông Cherny Cheremosh có Verkhovyna.
Hai bờ phần thượng lưu của sông là nơi cư trú của người Hutsul.

## Thủy văn
Nguồn nước của sông đa dạng, một phần lớn là nước mưa. Lớp băng không ổn định; hình thành băng từ giữa tháng 12, tan băng từ nửa cuối tháng 2 đến giữa tháng 3. Sông có lũ lớn do tuyết tan trên núi vào mùa xuân và đầu mùa hè. Đồng thời, mực nước có thể dâng cao đến 2m, thường xảy ra các trận lũ ngắn trong năm, mực nước lên xuống nhanh, tùy thuộc vào cường độ mưa vào mùa hè. Hàng năm, số lượng các trận lũ lên đến 10-16 lần. Lưu lượng trung bình của dòng chảy dưới điểm hợp lưu của sông Cheremosh Đen và Trắng là 26,6 m³/s, tại cửa sông là 33,2 m³/s. Các trạm thủy văn được thành lập gần làng Usteryki (từ năm 1928) và thị trấn Kuta (từ năm 1927).

## Lưu vực
Cheremosh ở thượng lưu có đặc điểm vùng núi (trong hẻm núi thuộc dãy núi Karpat) với chiều dài 33 km, nằm trong một thung lũng núi quanh co và hẹp (rộng 80–300 m) với những sườn núi rất dốc có rừng bao phủ, trên đó có các đồng cỏ núi cao (polonyna). Vùng bãi bồi nằm ở cả hai bờ, phần lớn rộng 60–120 m (rộng nhất là 500 m). Sông uốn lượn, dòng chảy cơ sở là 5–15 m, tại thượng lưu sông sâu 0,2-0,4 m. Các bờ sông được kiên cố hóa ở một số khu vực. Tốc độ dòng chảy cao, trên 1,5 m/s, có nơi 3-3,5 m/s (có đợt lũ lên đến 4–5 m/s). Sông có các ghềnh Ketlishche và Sokilskyi.
Trong phần hạ lưu, sông chảy qua một thung lũng rộng 3–5 km (sau khi sông chảy ra khỏi dãy núi Karpat bên ngoài thị trấn Vyzhnytsia), các sườn của thung lũng thấp, thoai thoải và có các bậc thang. Vùng bãi bồi rộng đến 800-1.200 m, sông sâu 0,7 - 1,0 m khi nước thấp (lên đến 3–4 m khi có lũ). Ở một số nơi, bờ sông có các khối đá bao phủ. Trên vùng đồng bằng, tốc độ dòng chảy giảm dần, sông bồi tụ tất cả những gì nó đem đến từ núi thành một lớp bồi tích dày. Nhiều nhánh sông nhỏ thay đổi dòng chảy sau mỗi trận lũ. Chiều rộng của sông bao gồm các đảo và kênh nhỏ là 70–500 m, độ sâu cơ bản trung bình là 0,6-1,0 m, tốc độ dòng chảy trung bình 0,7-1,2 m/s. Khi lũ xảy ra, độ sâu dâng lên 2–3 m, tốc độ dòng chảy 3,5-4,5 m/s.

## Phụ lưu

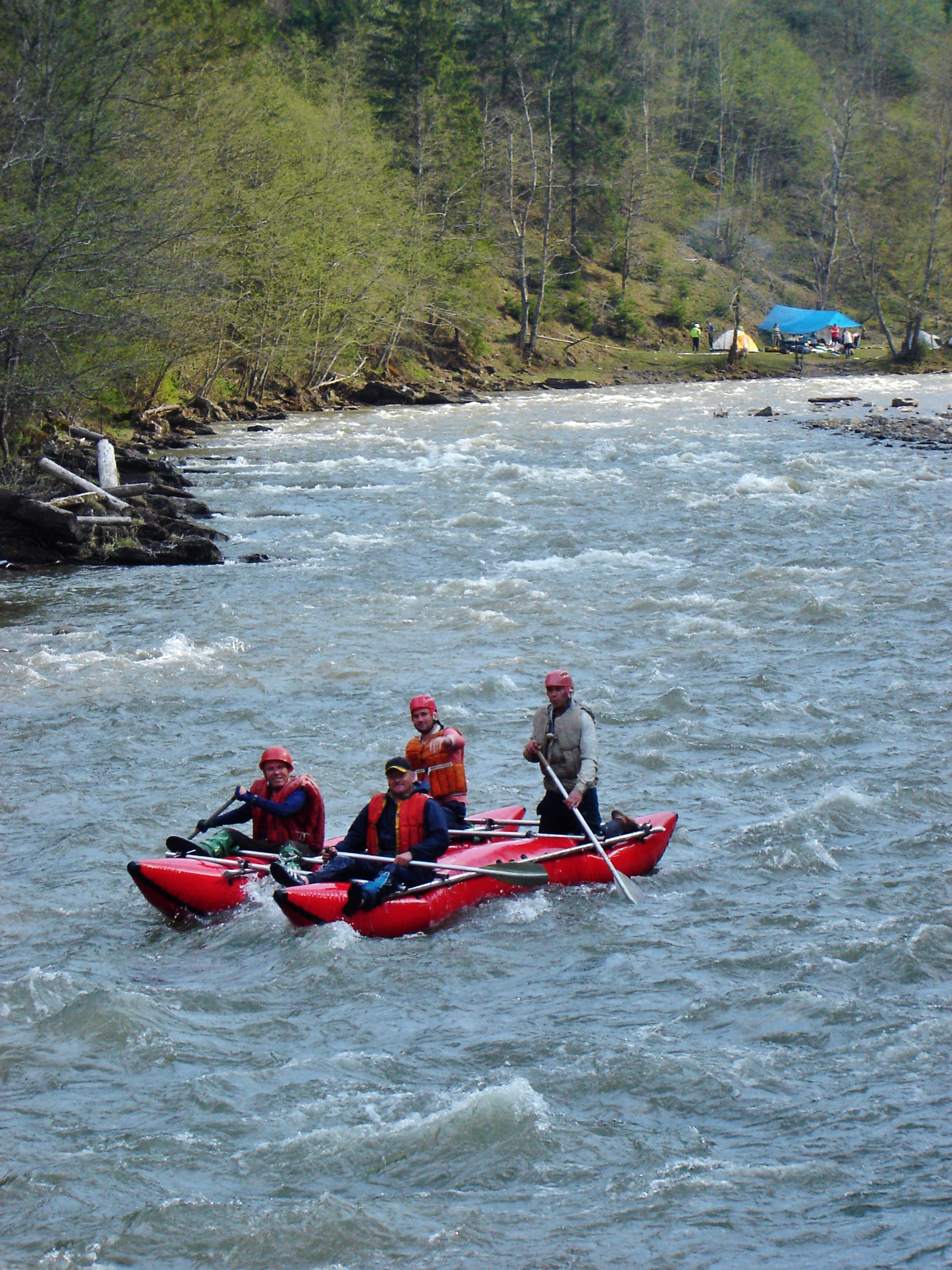
Chèo xuồng thể thao trên Chornyi Cheremosh gần làng Bystrets

Phụ lưu hữu ngạn lớn nhất của Cheremosh là Putila. Ngoài ra còn có nhiều phụ lưu nhỏ. Một số phụ lưu có tên khác nhau trong các phần riêng biệt của dòng chảy. Tên ở cửa của nó được lấy làm tên chính.

## Tự nhiên
Bờ sông có cây cối rậm rạp. Trong thung lũng sông có rừng rụng lá, lên cao hơn là rừng linh sam-vân sam. Thung lũng có nhiều mâm xôi đen, mâm xôi đỏ, dâu tây. Vùng đồng bằng bãi bồi được phát triển (có nơi chỉ một bên), mọc um tùm các cây thông, cây bụi, cây sủi cảo.

## Sử dụng
Khi xưa khu vực có nghề tiều phu đi bè gỗ nổi tiếng. Để tạo ra một chế độ nước bền vững, các con đập từng được xây dựng và các cống được tạo ra ở Mezhen trên thượng nguồn sông Cheremosh. Nước sông Cheremosh được sử dụng để cung cấp nước và đánh bắt cá. Nơi đây từng có nhiều loài cá khác nhau.
Truyền thống tổ chức chèo xuồng thể thao trên sông được bắt đầu vào cuối những năm 1950, và đến năm 1967 gần làng Biloberizka và Petrashi, cuộc thi đầu tiên cấp toàn Ukraina về du lịch đường thủy bằng xuồng được tổ chức. Kể từ đó, Cheremosh đã trở thành một đấu trường được ưa chuộng để tổ chức các cuộc thi quốc gia, và sau là quốc tế.

## Hình ảnh

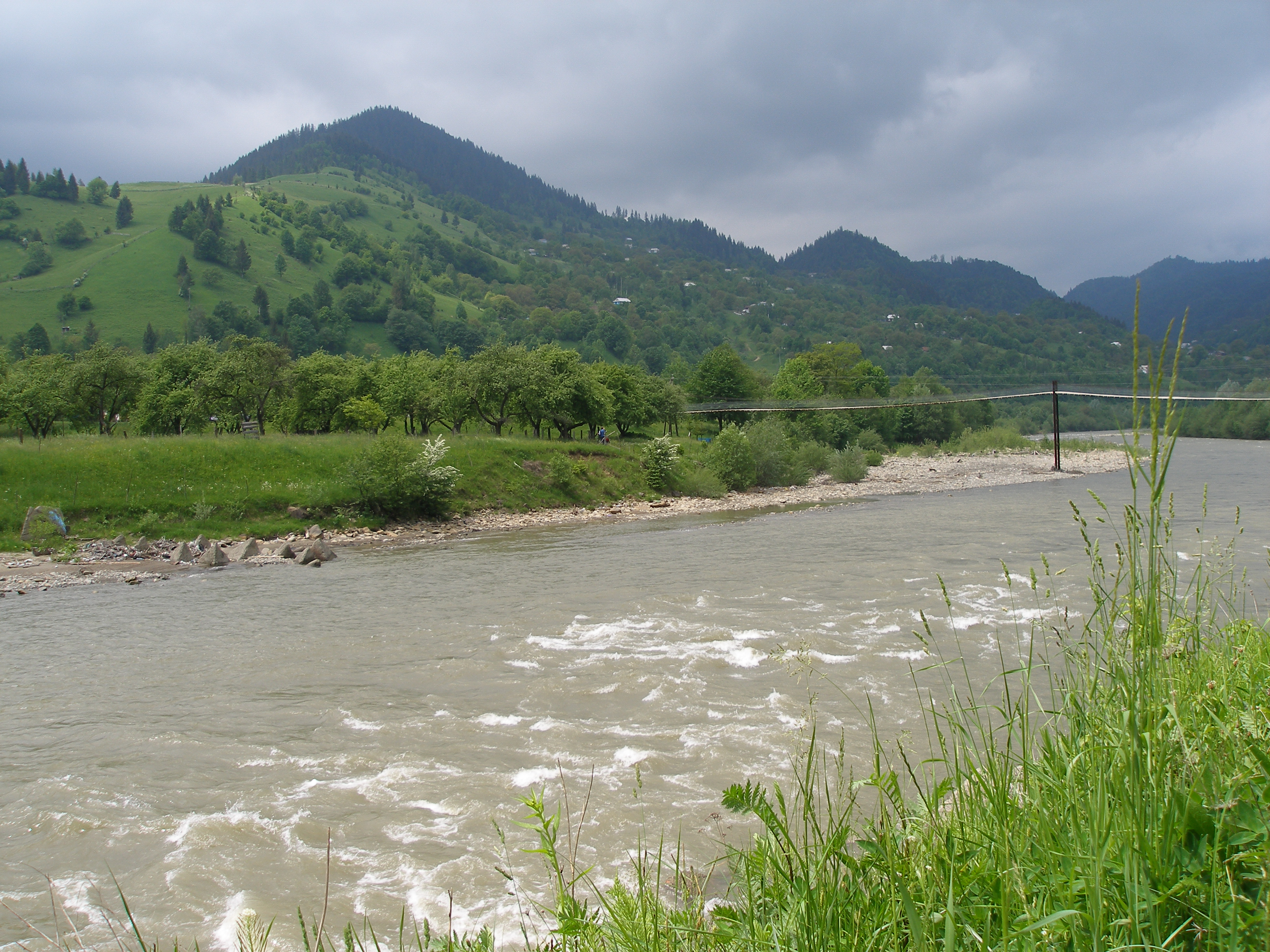
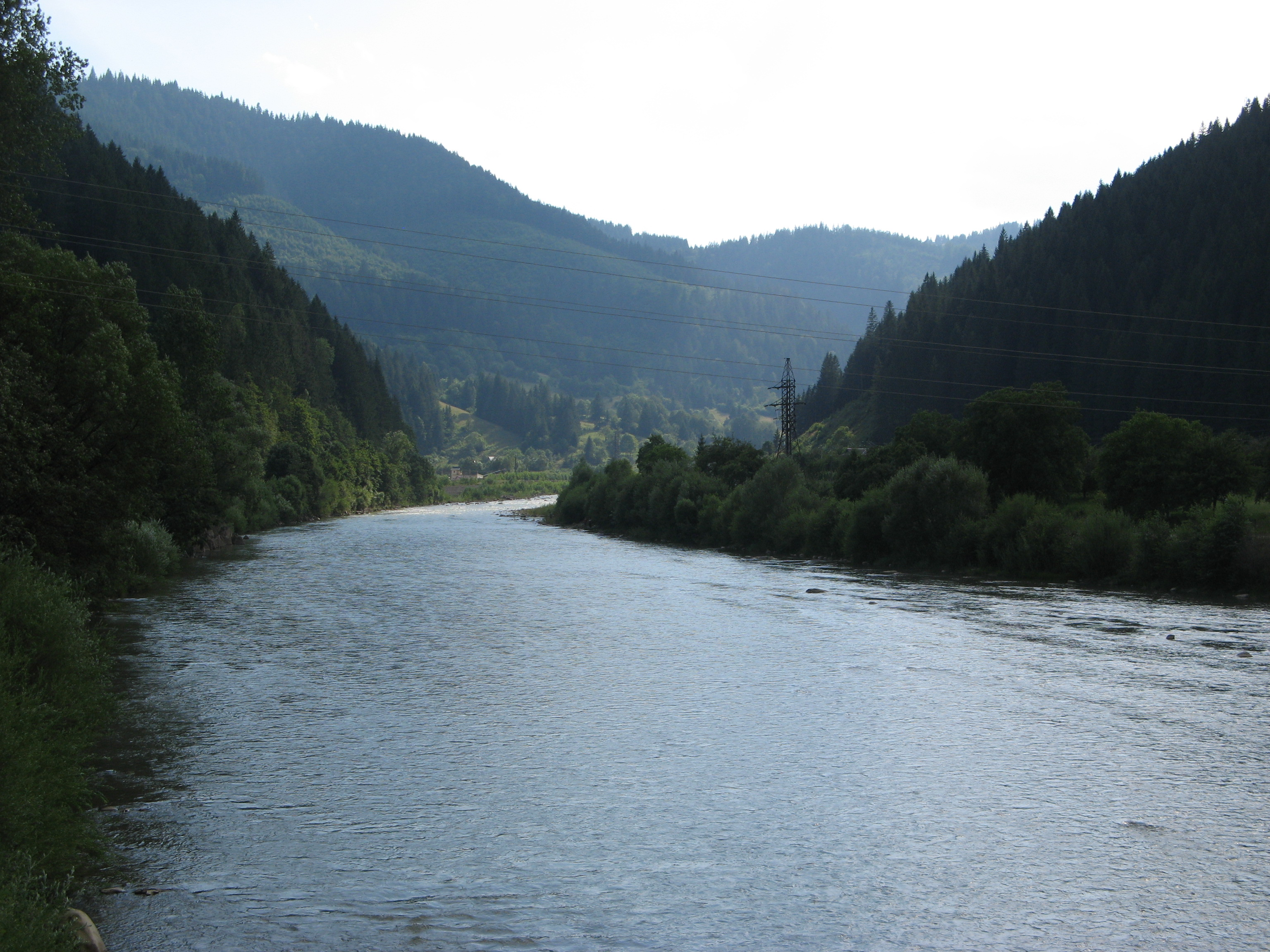
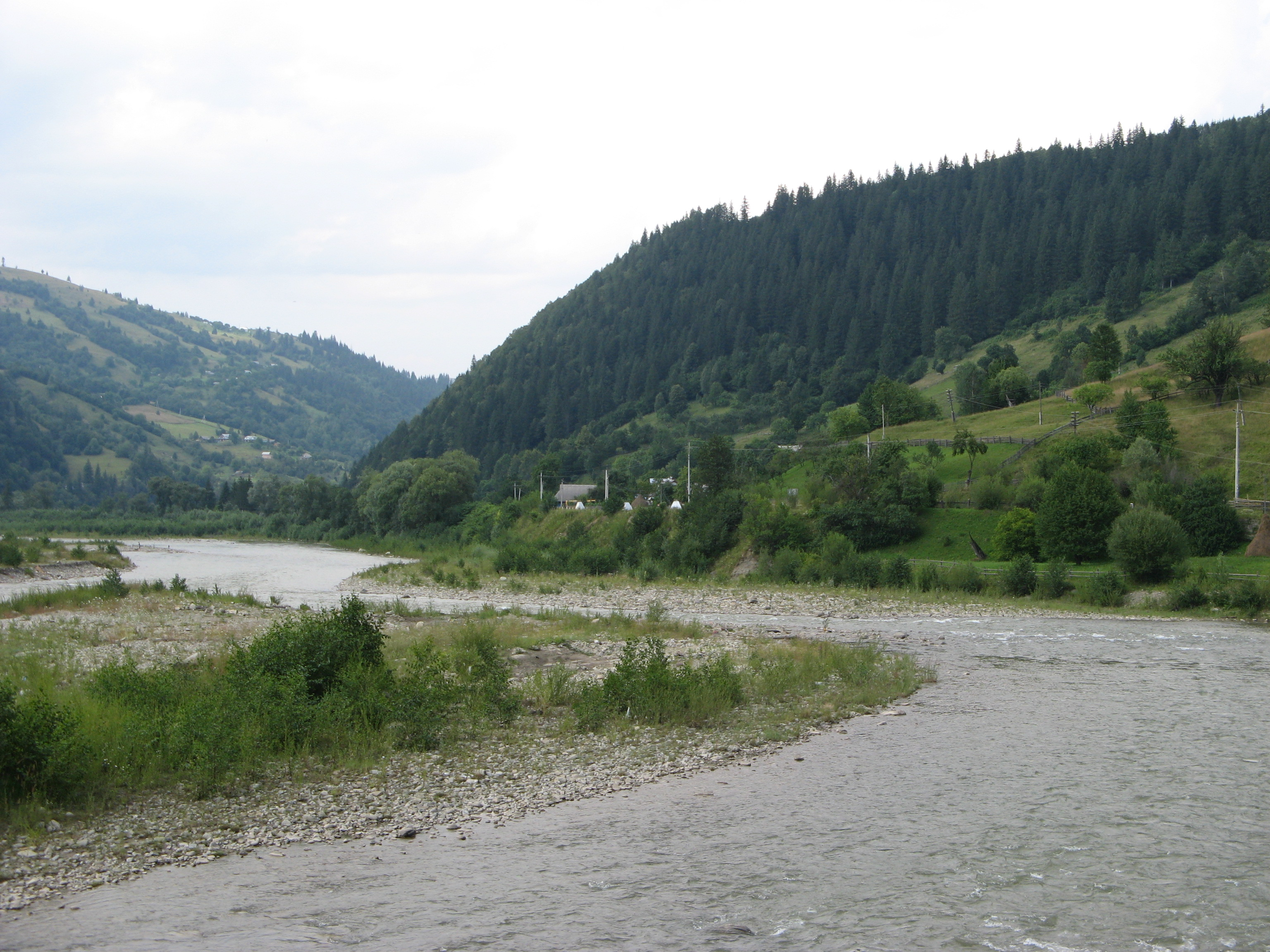
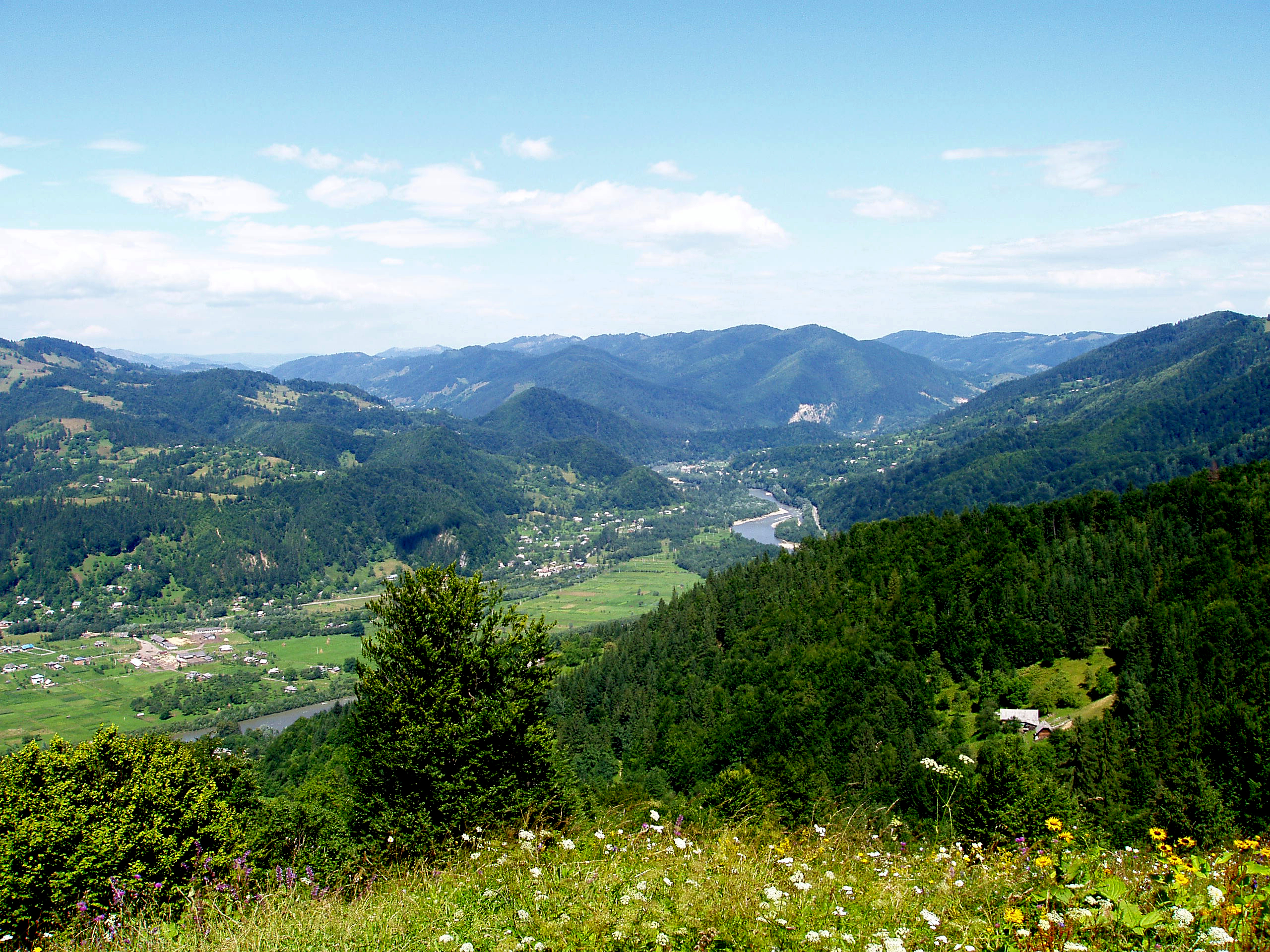
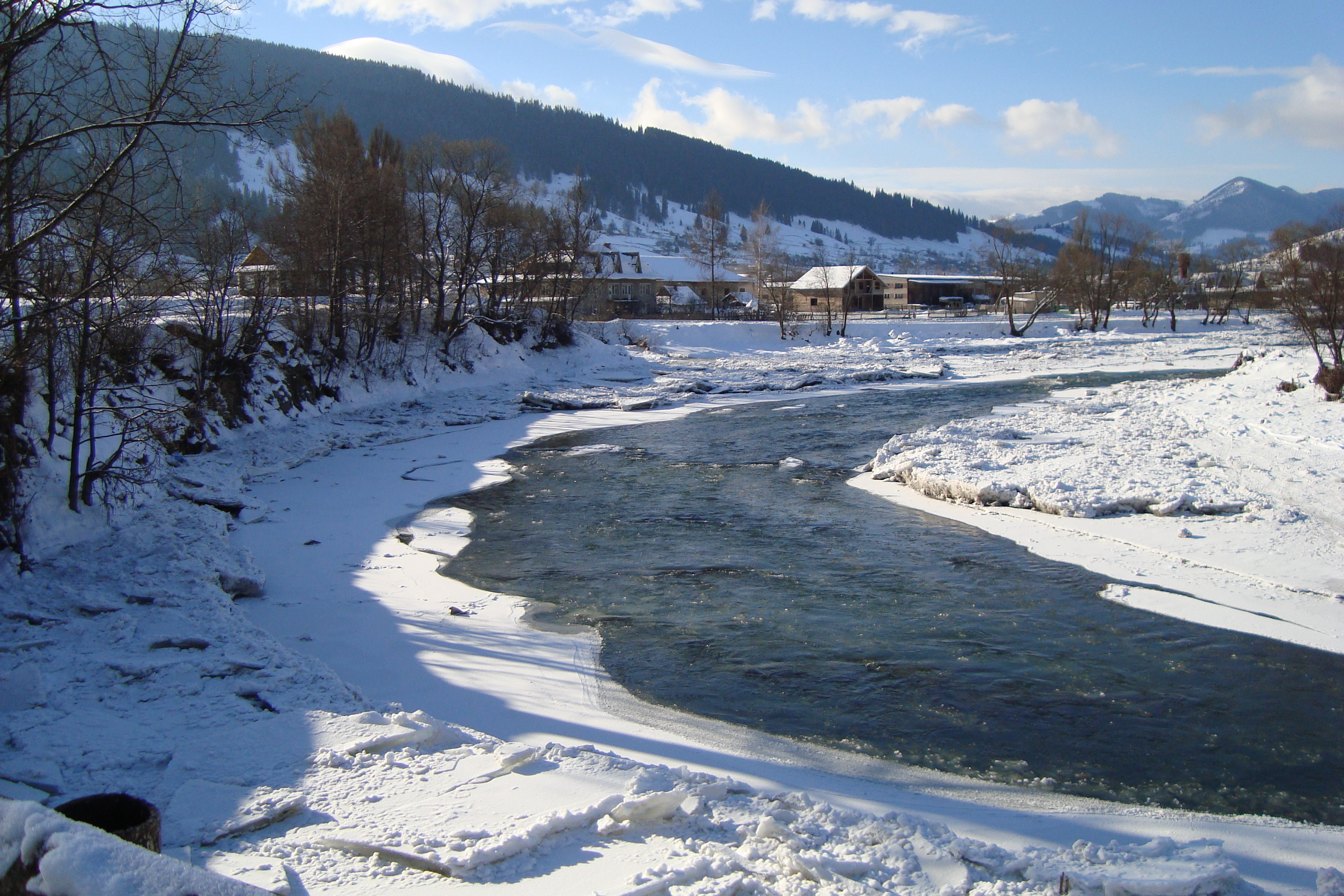
Chornyi Cheremosh
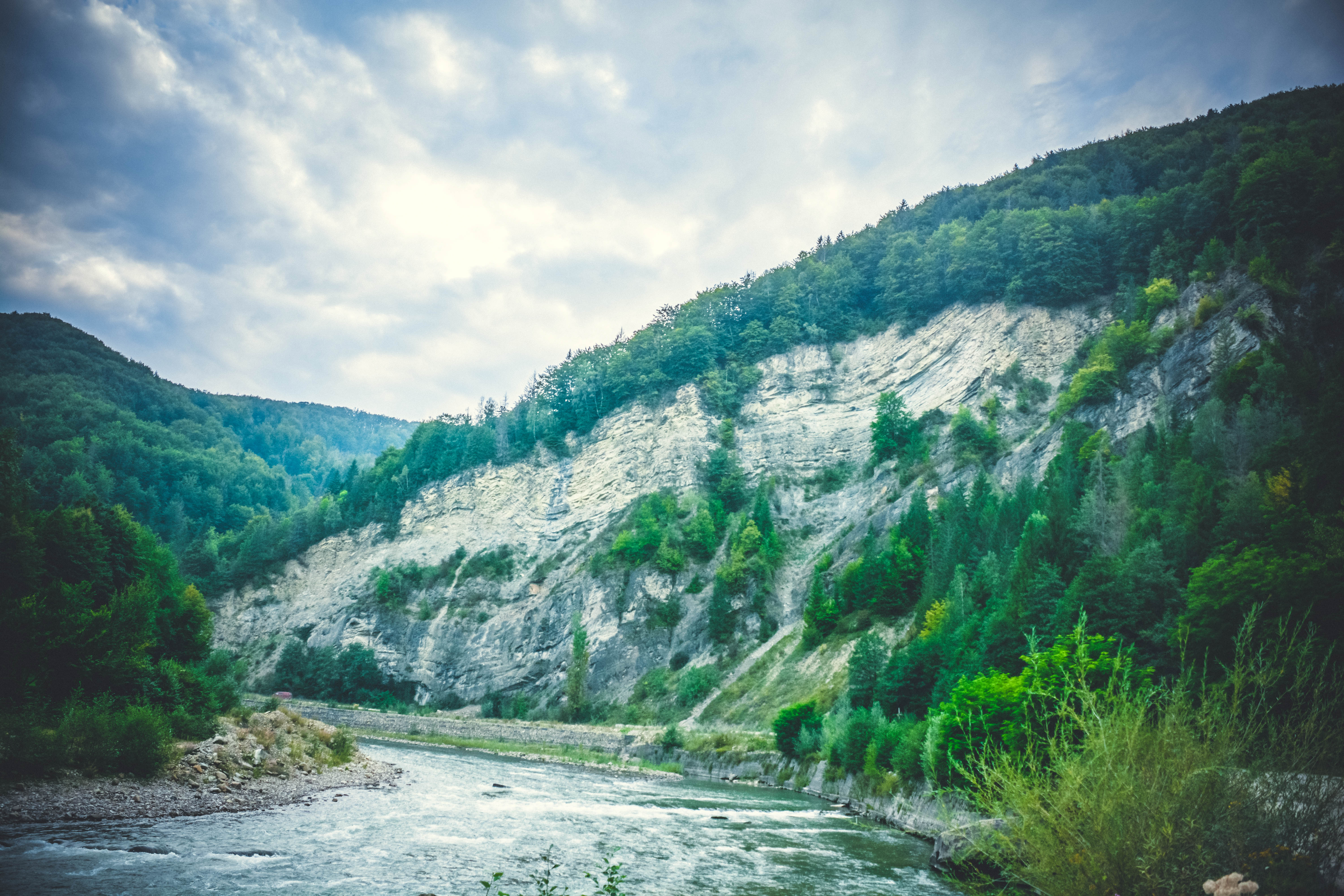
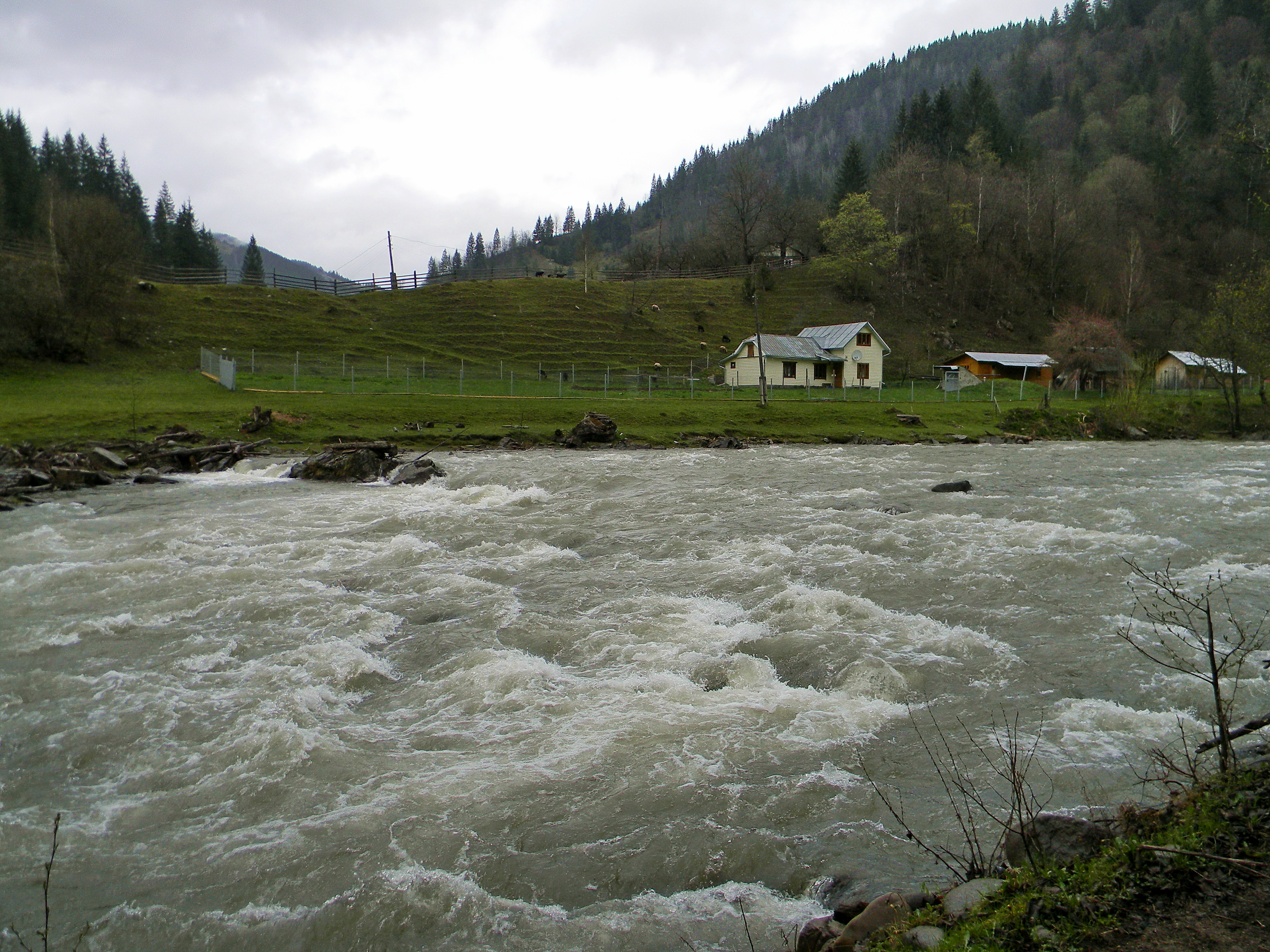
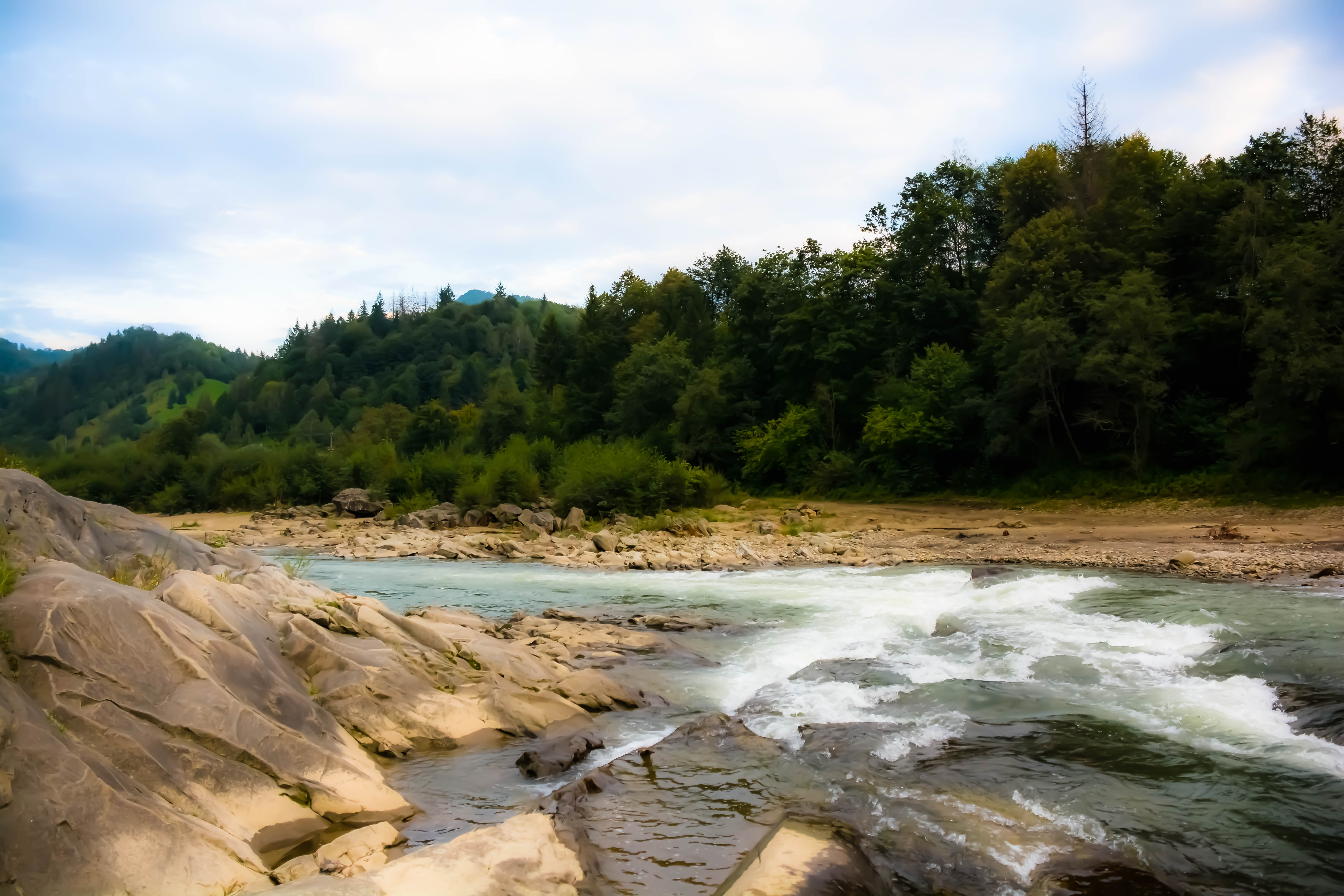